# Prémio PEN/Malamud
O Prémio PEN/Malamud Prêmio e Leitura Memorial honra a "excelência na arte do conto", e é concedido anualmente pela Fundação PEN/Faulkner. A comissão de selecção é composta por directores  PEN/Faulkner e representantes dos testamenteiros literários de Bernard Malamud . O prémio foi criado em 1988.
O prêmio é um dos muitos prémios PEN patrocinados pelas afiliadas International PEN em mais de 145 centros PEN por todo o mundo.

## Vencedores do prémio de Ficção
- 2017 Jhumpa Lahiri
- 2016 Joy Williams
- 2015 Deborah Eisenberg[3]
- 2013 De George Saunders[4]
- 2012 James Salter[5]
- 2011 Edith Pearlman
- 2010 Edward P. Jones e Nam Le
- 2009 Alistair MacLeod e Amy Hempel
- 2008 Cynthia Ozick e Peter Ho Davies
- 2007 Isabel Spencer
- 2006 Adam Haslett e Tobias Wolff
- 2005 Lorrie Moore
- 2004 Richard Bausch e Nell Freudenberger
- 2003 Barry Hannah e Maile Meloy
- 2002 Junot Diaz e Ursula K. Le Guin
- 2001 Sherman Alexie e Richard Ford
- 2000 Ann Beattie e Nathan Englander
- 1999 T. Coraghessan Boyle
- 1998 John Barth
- 1997 Alice Munro
- 1996 Joyce Carol Oates
- 1995 Stuart Dybek e William Maxwell
- 1994 Grace Paley
- 1993 Peter Taylor
- 1992 Eudora Welty
- 1991 Frederico Busch e Andre Dubus
- 1990 George Garrett
- 1989 Saul Bellow
- 1988 John Updike